# Massimo Rigoni
Massimo Rigoni (ur. 24 września 1961 w Asiago) – włoski skoczek narciarski. Najlepsze wyniki w Pucharze Świata osiągnął w sezonie 1981/1982, kiedy zajął 7. miejsce w klasyfikacji generalnej. W całej swojej karierze pięć razy stał na podium konkursów Pucharu Świata, w tym dwa razy był drugi oraz 3 razy trzeci.
Brał udział w Zimowych Igrzyskach Olimpijskich 1984 w Sarajewie. Zajął 34. miejsce na skoczni dużej oraz 16. na normalnej. W 1982 startował na mistrzostwach świata w Oslo, gdzie na dużej skoczni był 28., a na normalnej 12. W 1985 na mistrzostwach świata w Seefeld zajął 51. miejsce na normalnej skoczni.

## Puchar Świata w skokach narciarskich

### Miejsca w klasyfikacji generalnej
- sezon 1980/1981: 33.
- sezon 1981/1982: 7.
- sezon 1982/1983: 34.
- sezon 1983/1984: 61.

### Miejsca na podium chronologicznie
1. 23 stycznia 1982 Thunder Bay – 2. miejsce,
2. 24 stycznia 1982 Thunder Bay – 2. miejsce,
3. 31 stycznia 1982 Engelberg – 2. miejsce,
4. 27 marca 1982 Planica – 3. miejsce,
5. 28 marca 1982 Planica – 3. miejsce,

## Zimowe Igrzyska Olimpijskie
- Indywidualnie
  - 1984 Sarajewo (YUG) – 34. miejsce (duża skocznia), 16. miejsce (normalna skocznia)

## Mistrzostwa świata w skokach narciarskich
- Indywidualnie
  - 1982 Oslo (NOR) – 28. miejsce (duża skocznia), 12. miejsce (normalna skocznia)
  - 1985 Seefeld (AUT) – 51. miejsce (normalna skocznia)